# Корвус
Корвус (лат. Corvus, гавран), исто летећи мост, абордажни мост је римска справа за укрцавање на бродове, која се користила током поморских битака у Првом пунском рату против Картагине.

## Опис
У својој књизи Историја, Полибије описује корвус као мост 10.9 m дугачак и 1.2 m широк, са малим додатним испупчењима на обе стране. Користио се вероватно на прамцу брода где би се колотурама могао подизати и спуштати. Имао је оштар врх сличан кљуну птице, који би се забијао за палубу непријатељског брода. То би омогућило да се корвус добро држи док легионари прелазе на непријатељски брод. Даље би се одигравао сукоб на непријатељском броду, сличан копненој бици.

## Римска република користи корвус у биткама
У III веку п. н. е. Рим је имао јако мало искуства у поморском ратовању. Тачније пре Првог пунског рата Римска република никад није ратовала ван Апенинског полуострва. Највећа снага Рима је била у копненим биткама и дисциплини и храбрости његових војника.
Корвус омогућава Римској републици да у поморском ратовању користи своју копнену армију и њену предност. 
Римљани побеђују у неколико битака захваљујући корвусу. Најпознатије су битка код Мила, битка код Сулка, битка код Тиндарија и битка код Екнома.

## Недостаци корвуса
Тежина корвуса на прамцу брода смањивала је покретљивост брода. Римљани су изгубили две флоте у олуји 255. п. н. е. и 249. п. н. е., највише захваљујући нестабилности, коју је корвус изазивао. Ти губици су вероватно били разлог напуштања употребе корвуса. Римско поморско ратовање и тактика ратовања се побољшала, а посаде бродова постају искусније. Предност корвуса више није била већа од ризика, па се његова употреба постепено напушта.
Замењује се дугачким гвозденим кукама (manus ferrea, harpago) којима се привлачи непријатељски брод.